# 殺人三步曲 (1986年電影)
《殺人三步曲》（英語：Murder in Three Acts）是一部由華納兄弟電視製作的1986年英美推理電視影片，由皮特·乌斯蒂诺夫飾演阿加莎·克里斯蒂笔下的比利時偵探赫丘勒·白羅。該片由蓋瑞·尼爾森執導，喬納森·塞西爾飾演海斯汀，托尼·柯蒂斯和艾瑪·山姆斯共同主演。
本片改編自克里斯蒂的著作《三幕悲剧》（Three Act Tragedy，1934年），該書在美國出版时名為《殺人三步曲》（Murder in Three Acts）。

## 演员
- 皮特·乌斯蒂诺夫 饰 赫丘勒·白羅
- 喬納森·塞西爾（英语：Jonathan Cecil） 饰 亞瑟·海斯汀上尉
- 托尼·柯蒂斯 饰 查尔斯·卡特赖特
- 艾瑪·山姆斯（英语：Emma Samms） 饰 珍妮弗“埃格”伊斯门
- 達納·艾卡 饰 斯特兰奇医生
- 麗莎·艾科恩（英语：Lisa Eichhorn） 饰 辛西娅·戴顿
- 尼可拉斯·普萊爾（英语：Nicholas Pryor） 饰 弗雷迪·戴顿
- 費爾南多·阿連德（英语：Fernando Allende） 饰 里卡多·蒙托亚
- 小佩德羅·阿門達雷茲（英语：Pedro Armendáriz, Jr.） 饰 马特奥上校
- 法蘭西絲·李·麥肯（英语：Frances Lee McCain） 饰 米尔雷小姐
- 瑪麗安·默瑟（英语：Marian Mercer） 饰 黛西·伊斯门
- 黛安娜·穆達爾（英语：Diana Muldaur） 饰 安杰拉·斯塔福德
- 康賽塔·托梅（英语：Concetta Tomei） 饰 珍妮特·克里斯普
- 菲力普·吉爾曼特 饰 巴宾顿牧師先生
- 賈桂琳·埃文斯（英语：Jacqueline Evans） 饰 巴宾顿太太
- 馬丁·拉薩爾（英语：Martin LaSalle） 饰 医生
- 阿爾瑪·利維 饰 护士
- 胡利奧·蒙特爾 饰 主管

## 剧情
白羅和他的助手海斯汀一起来到墨西哥的阿卡普尔科。他们参加了一个聚会，其他客人还有作家珍妮特·克里斯普、美国演员查尔斯·卡特赖特、牧师巴宾顿、黛西·伊斯门和女儿埃格、斯特兰奇医生以及里卡多·蒙托亚。巴宾顿中毒身亡，然后斯特兰奇也中毒身亡，白羅开始追查凶手。

## 對原著故事的改動
主要變化是將故事從倫敦搬遷到阿卡普尔科。在書中，白羅的助手是萨特思韦特，取代了海斯汀，但在電影中海斯汀又恢復了他平常的角色。克里斯蒂笔下的英國戲劇演員查尔斯·卡特赖特爵士變成了美國電影明星查尔斯·卡特赖特。
2010年，由大衛·蘇切特主演的長篇电视剧《大侦探波洛》的版本恢復了標題《三幕悲剧》（Three Act Tragedy，还恢復了查尔斯·卡特赖特爵士（馬丁·肖飾）英國舞台演員的身份。

## 前傳和續集
1974年，《东方快车谋杀案》上映，亞伯特·芬尼飾演赫丘勒·白羅。由於芬尼無法在1978年再次出演這個角色，因此皮特·乌斯蒂诺夫被選為續集《尼罗河上的惨案》的演員。1982年，他在《午日奇屍》中再次扮演這個角色，隨後又出演了幾部電視影片，除了《殺人三步曲》外，还有《死亡晚宴》和《三屍奇案》。1988年，根據克里斯蒂的一部小說改編的另一部電影《死亡約會》標誌著乌斯蒂诺夫最后一次饰演這位比利時偵探。